# 59.ª edición de los Premios Óscar
La 59.ª edición de los Óscar premió a las mejores películas de 1986. Organizada por la Academia de Artes y Ciencias Cinematográficas, tuvo lugar en el Dorothy Chandler Pavilion de Los Ángeles el 30 de marzo de 1987. En esta ocasión tres fueron los presentadores de la gala: los actores Chevy Chase y Paul Hogan y la actriz Goldie Hawn. Hawn era la anfitriona per segunda vez. La primera lo había hecho en 1976. Ocho días antes, en una ceremonia en The Beverly Hilton de Beverly Hills, el 22 de marzo, la Academy Awards for Technical Achievement presentada por Catherine Hicks.
Platoon consiguió cuatro premios, incluido el de Mejor película. Los otros ganadores fueron Hannah y sus hermanas y Una habitación con vistas con tres, Aliens con dos.
Los premios se anunciaron durante la ceremonia el 30 de marzo de 1987. Marlee Matlin fue la primera persona sorda en conseguir un premio interpretativo, en esta ocasión el de mejor actriz. Paul Newman fue el cuarto actor que había sido nominado por interpretar el mismo personaje en dos películas diferentes. También, junto a  Óscar conseguido por su esposa Joanne Woodward, se convirtieron en la segunda pareja en ganar ambos el Óscar.

## Candidaturas

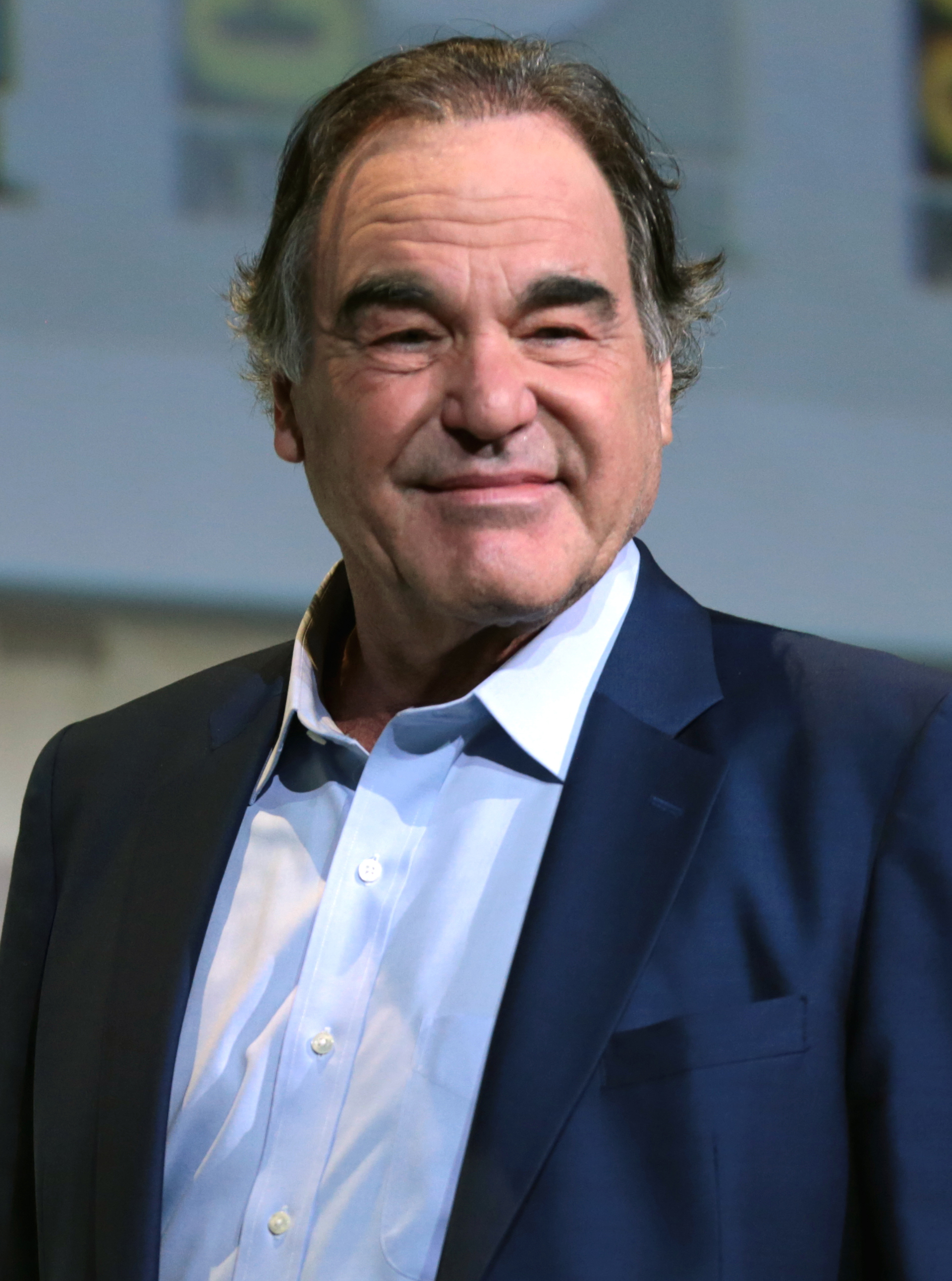
Oliver Stone fue el ganador del Óscar al mejor director por Platoon.

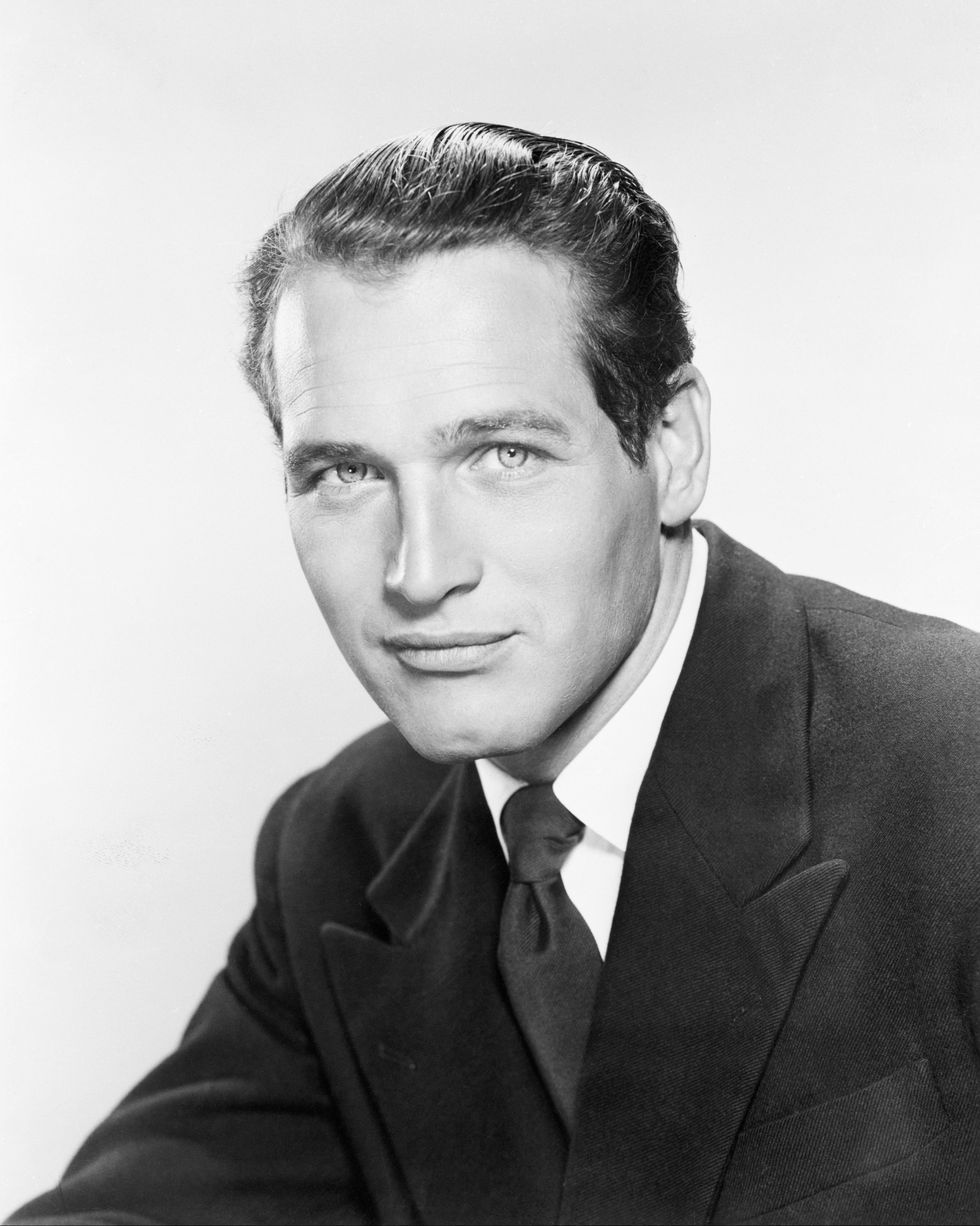
Paul Newman fue el ganador del Óscar al mejor actor por El color del dinero.

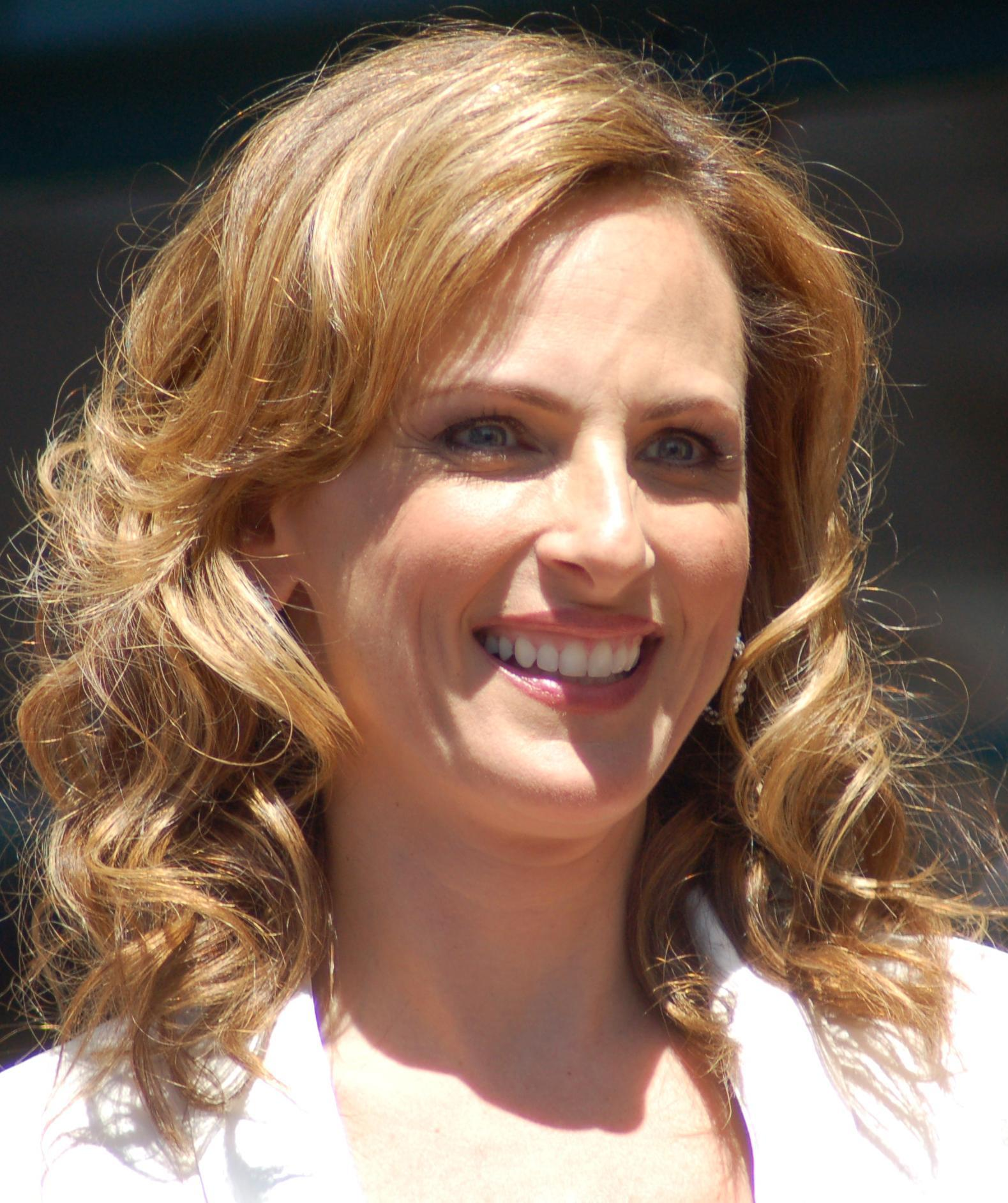
Marlee Matlin fue la ganadora del Óscar a mejor actriz por Children of a Lesser God.

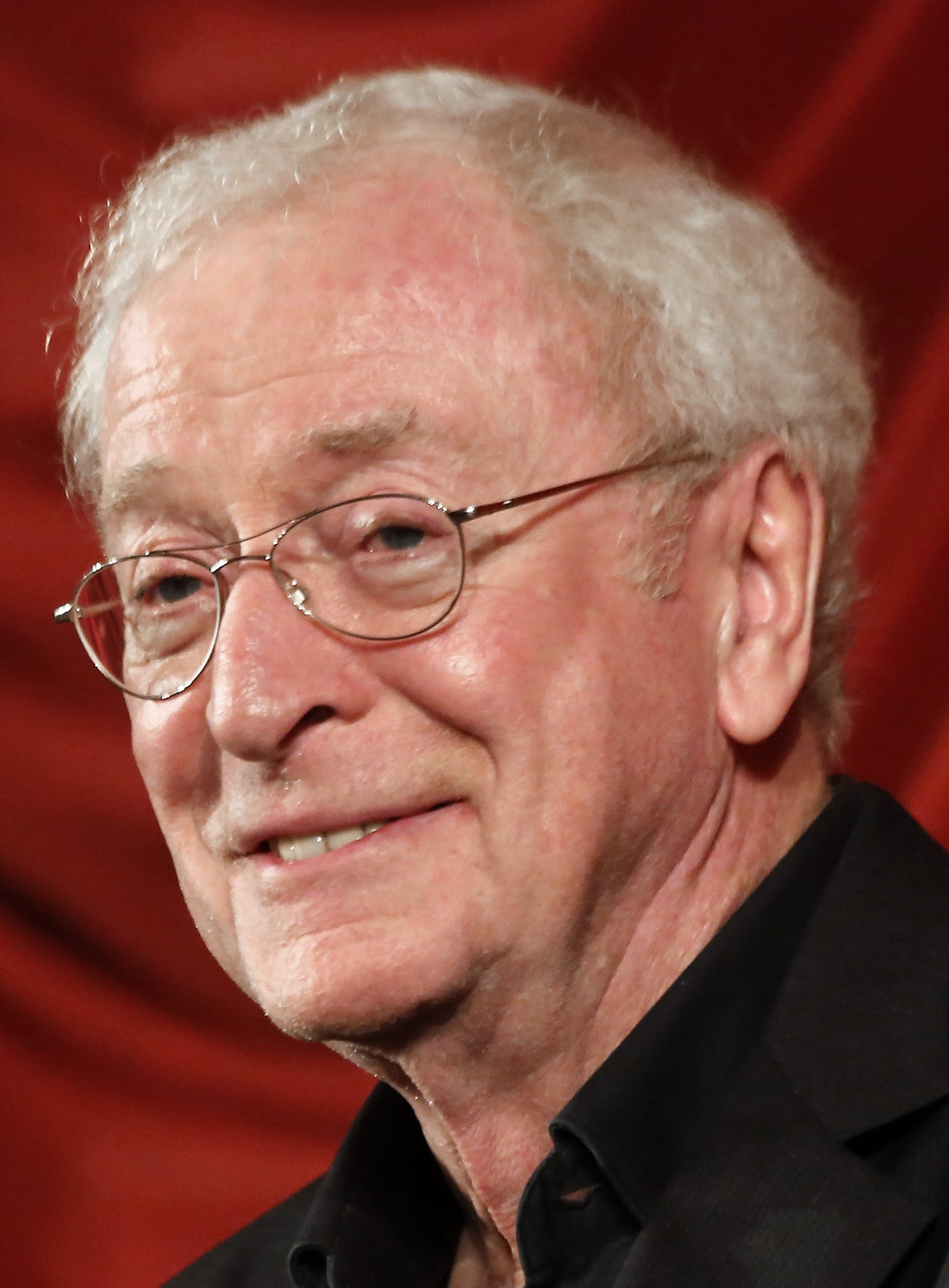
Michael Caine fue el ganador del Óscar a mejor actor de reparto por Hannah y sus hermanas.

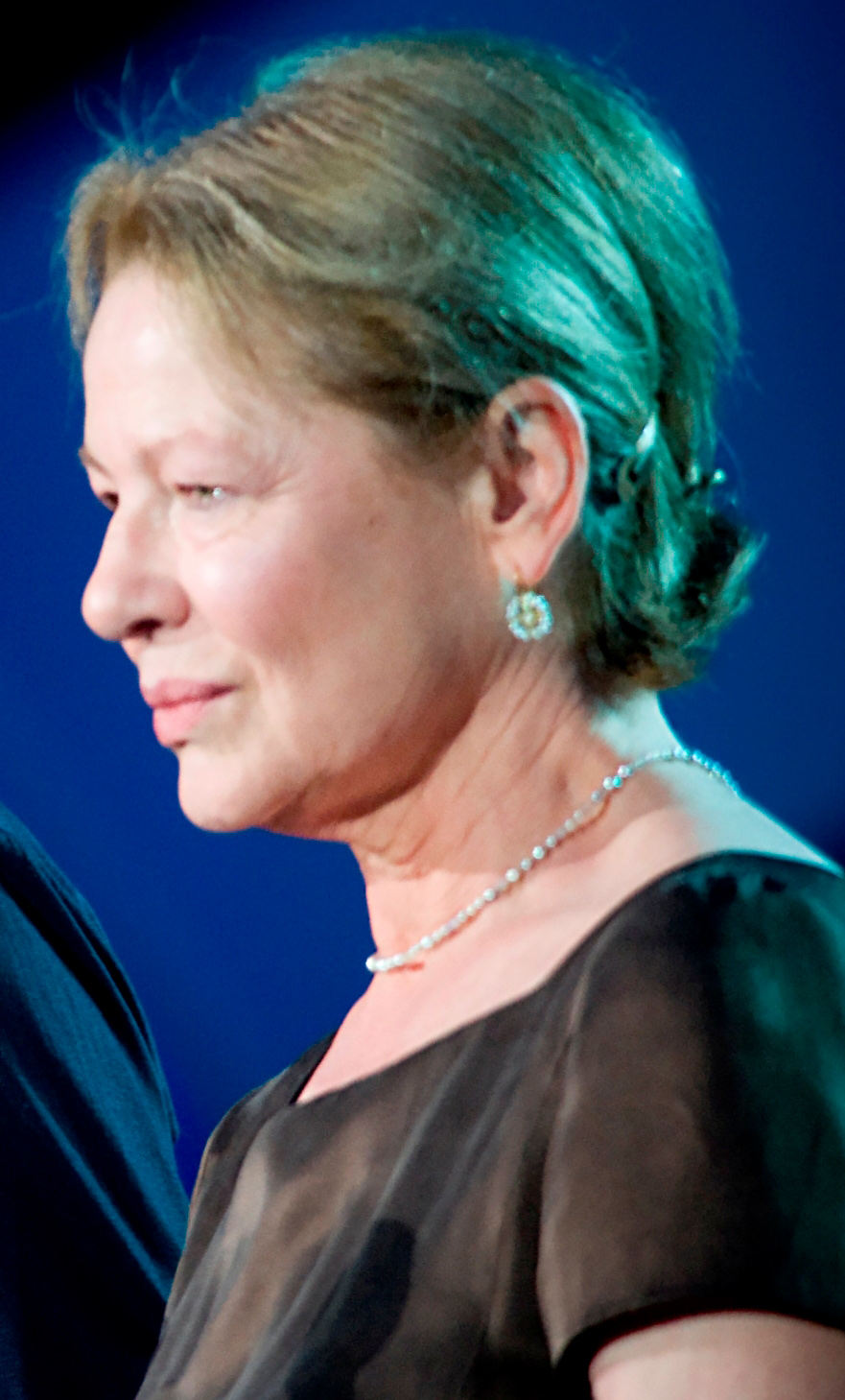
Dianne Wiest fue la ganadora del Óscar a la mejor actriz de reparto por Hannah y sus hermanas.

Indica el ganador dentro de cada categoría. se indican los presentadores.
| Mejor película Presentado por: Dustin Hoffman | Mejor director Presentado por: Elizabeth Taylor |
| --- | --- |
| Platoon — Arnold Kopelson | Oliver Stone — Platoon |
| - Children of a Lesser God (Hijos de un Dios Menor) — Burt Sugarman y Patrick J. Palmer - Hannah and Her Sisters (Hannah y sus hermanas) — Robert Greenhut - The mission (La misión) — Fernando Ghia y David Puttnam - A Room with a View (Una habitación con vistas) — Ismail Merchant | - Woody Allen — Hannah and Her Sisters (Hannah y sus hermanas) - James Ivory — A Room with a View (Una habitación con vistas) - Roland Joffé — The mission (La misión) - David Lynch — Blue Velvet (Terciopelo azul) |
| Mejor actor Presentado por: Bette Davis | Mejor actriz Presentado por: William Hurt |
| Paul Newman — The Color of Money (El color del dinero) como "Fast Eddie" Felson | Marlee Matlin — Children of a Lesser God (Hijos de un Dios Menor) como Sarah Norman |
| - Dexter Gordon — Round Midnight (Alrededor de la medianoche) como Dale Turner - Bob Hoskins — Mona Lisa como George - William Hurt — Children of a Lesser God (Hijos de un Dios Menor) como James Leeds - James Woods — Salvador como Richard Boyle | - Jane Fonda — The Morning After (A la mañana siguiente) como Alex Sternbergen - Sissy Spacek — Crimes of the Heart (Crímenes del corazón) como Babe Magrath - Kathleen Turner — Peggy Sue Got Married como Peggy Sue Bodell - Sigourney Weaver — Aliens como Ellen Ripley |
| Mejor actor de reparto Presentado por: Jeff Bridges y Sigourney Weaver | Mejor actriz de reparto Presentado por: Don Ameche y Anjelica Huston |
| Michael Caine — Hannah and Her Sisters (Hannah y sus hermanas) como Elliott Daniels | Dianne Wiest — Hannah and Her Sisters (Hannah y sus hermanas) como Holly |
| - Tom Berenger — Platoon como Sgt. Bob Barnes - Willem Dafoe — Platoon como Sgt. Elias Grodin - Denholm Elliott — A Room with a View (Una habitación con vistas) como Mr. Emerson - Dennis Hopper — Hoosiers como Wilbur "Shooter" Flatch | - Tess Harper — Crimes of the Heart (Crímenes del corazón) como Chick Boyle - Piper Laurie — Children of a Lesser God (Hijos de un Dios Menor) como Mrs. Norman - Mary Elizabeth Mastrantonio — The Color of Money (El color del dinero) como Carmen - Maggie Smith — A Room with a View (Una habitación con vistas) como Charlotte Bartlett |
| Mejor guion escrito directamente para la pantalla Presentado por: Shirley MacLaine | Mejor guion basado en material de otro medio Presentado por: Shirley MacLaine |
| Hannah and Her Sisters (Hannah y sus hermanas) — Woody Allen. | A Room with a View (Una habitación con vistas) — Ruth Prawer Jhabvala basado en la novela de E.M. Forster |
| - Cocodrilo Dundee — Paul Hogan, Ken Shadie y John Cornell - My Beautiful Laundrette (Mi hermosa lavandería) — Hanif Kureishi - Platoon — Oliver Stone - Salvador — Oliver Stone y Rick Boyle | - Children of a Lesser God (Hijos de un Dios Menor) — Hesper Anderson y Mark Medoff basado en la obra de Mark Medoff - Crimes of the Heart (Crímenes del corazón) — Beth Henley basado en la obra de Beth Henley - Stand by Me (Cuenta conmigo) — Bruce A. Evans y Raynold Gideon basado en la novela El cuerpo de Stephen King - The Color of Money (El color del dinero) — Richard Price basado en la novela de Walter Tevis                                                                  |
| Mejor película extranjera (de habla no inglesa) Presentado por: Anthony Quinn | |
| De aanslag (El asalto) (Países Bajos) — Fons Rademakers. | |
| - 38 – Auch das war Wien ('38) (Austria) — Wolfgang Glück - 37º2 le matin (Francia) — Jean Jacques Beineix - Le Déclin de l'empire américain (El declive del imperio americano) (Canadá) — Denys Arcand - Vesnicko ma strediskova (Mi dulce pueblecito) (Checoslovaquia) — Jiří Menzel | |
| Mejor documental largo Presentado por: Oprah Winfrey | Mejor documental corto Presentado por: Helena Bonham Carter y Matthew Broderick |
| Artie Shaw: Time Is All You've Got — Brigitte Berman Down and Out in America — Joseph Feury y Milton Justice | Women – for America, for the World — Vivienne Verdon-Roe |
| - Chile: Hasta Cuando? — David Bradbury - Isaac in America: A Journey with Isaac Bashevis Singer — Kirk Simon y Amram Nowak - Witness to Apartheid — Sharon I. Sopher | - Debonair Dancers — Alison Nigh-Strelich - Red Grooms: Sunflower in a Hothouse — Thomas L. Neff y Madeline Bell - Sam — Aaron D. Weisblatt - The Masters of Disaster — Sonya Friedman |
| Mejor cortometraje Presentado por: Sônia Braga y Michael Douglas | Mejor cortometraje animado Presentado por: Bugs Bunny y Tom Hanks |
| Precious Images — Chuck Workman | A Greek Tragedy — Linda Van Tulden y Willem Thijssen |
| - Exit — Stefano Reali y Pino Quartullo - Love Struck — Fredda Weiss | - Luxo Jr. — John Lasseter y William Reeves - The Frog, the Dog and the Devil — Bob Stenhouse |
| Mejor banda sonora Presentado por: Bette Midler | Mejor canción original Presentado por: Bernadette Peters |
| Round Midnight (Alrededor de la medianoche) — Herbie Hancock. | «Take My Breath Away» — Top Gun; Música y Letra por Giorgio Moroder y Tom Whitlock |
| - Aliens (Aliens: El regreso) — James Horner - Hoosiers — Jerry Goldsmith - The Mission (La misión) — Ennio Morricone - Star Trek IV: The Voyage Home (Star Trek IV: misión: salvar la Tierra) — Leonard Rosenman | - «Glory of Love» — Karate Kid II; Música por Peter Cetera y David Foster; Letra por Peter Cetera y Diane Nini - «Life in a Looking Glass» — That's life! (¡Así es la vida!); Música por Henry Mancini; Letra por Leslie Bricusse - «Mean Green Mother from Outer Space» — Little Shop of Horrors (La pequeña tienda de los horrores); Música por Alan Menken; Letra por Howard Ashman - «Somewhere Out There» — An American Tail; Música por James Horner y Barry Mann; Letra por Cynthia Weil |
| Mejor sonido Presentado por: Marlee Matlin | Mejor edición de sonido Presentado por: Marlee Matlin |
| Platoon — John Wilkinson, Richard Rogers, Simon Kaye y Charles Grenzbach | Aliens (Aliens: El regreso) — Don Sharpe |
| - Aliens (Aliens: El regreso) — Graham V. Hartstone, Nicolas Le Messurier, Michael A. Carter y Roy Charman - Heartbreak Ridge (El sargento de hierro) — Les Fresholtz, Dick Alexander, Vern Poore y Bill Nelson - Star Trek IV: The Voyage Home (Star Trek IV: misión: salvar la Tierra) — Terry Porter, David J. Hudson, Mel Metcalfe y Gene Cantamessa - Top Gun — Donald O. Mitchell, Kevin O'Connell, Rick Kline y William B. Kaplan            | - Star Trek IV: The Voyage Home (Star Trek IV: misión: salvar la Tierra) — Mark Mangini - Top Gun — Cecelia Hall y George Watters II |
| Mejor dirección artística Presentado por: Christopher Reeve | Mejor fotografía Presentado por: Jennifer Jones |
| A Room with a View (Una habitación con vistas) — Dirección artística: Gianni Quaranta y Brian Ackland-Snow; Diseño de decorados: Brian Savegar y Elio Altramura | The mission (La misión) — Chris Menges. |
| - Aliens (Aliens: El regreso) – Dirección artística: Peter Lamont; Diseño de decorados: Crispian Sallis - The Color of Money (El color del dinero) — Dirección artística: Boris Leven; Diseño de decorados: Karen O'Hara - Hannah and Her Sisters (Hannah y sus hermanas) — Dirección artística: Stuart Wurtzel; Diseño de decorados: Carol Joffe - The mission (La misión) — Dirección artística: Stuart Craig; Diseño de decorados: Jack Stephens | - A Room with a View (Una habitación con vistas) — Tony Pierce-Roberts - Peggy Sue Got Married (Peggy Sue se casó) — Jordan Cronenweth - Platoon — Robert Richardson - Star Trek IV: The Voyage Home (Star Trek IV: misión: salvar la Tierra) — Don Peterman |
| Mejor maquillaje Presentado por: Rodney Dangerfield | Mejor diseño de vestuario Presentado por: Lauren Bacall |
| The fly (La mosca) — Chris Walas y Stephan Dupuis | A Room with a View (Una habitación con vistas) — Jenny Beavan y John Bright |
| - The Clan of the Cave Bear (El clan del oso cavernario) — Michael Westmore y Michèle Burke - Legend — Rob Bottin y Peter Robb-King | - The mission (La misión) — Enrico Sabbatini - Otello (Otelo) — Anna Anni y Maurizio Millenotti - Peggy Sue Got Married (Peggy Sue se casó) — Theadora Van Runkle - Pirates (Piratas) — Anthony Powell |
| Mejor montaje Presentado por: Molly Ringwald | Mejores efectos visuales Presentado por: Leonard Nimoy y William Shatner |
| Platoon — Claire Simpson | Aliens (Aliens: El regreso) — Robert Skotak, Stan Winston, John Richardson y Suzanne M. Benson |
| - Aliens (Aliens: El regreso) — Ray Lovejoy - Hannah and Her Sisters (Hannah y sus hermanas) — Susan E. Morse - The mission (La misión) — Jim Clark - Top Gun — Billy Weber y Chris Lebenzon | - Little Shop of Horrors (La pequeña tienda de los horrores) — Lyle Conway, Bran Ferren y Martin Gutteridge - Poltergeist II: The Other Side — Richard Edlund, John Bruno, Garry Waller y William Neil |

### Óscar Honorífico
- Ralph Bellamy

### Premio Irving Thalberg
- Steven Spielberg[9]

## Premios y nominaciones múltiples
| Película                                                               | Nominaciones | Premios |
| ---------------------------------------------------------------------- | ------------ | ------- |
| Platoon                                                                | 8            | 4       |
| A Room with a View (Una habitación con vistas)                         | 8            | 3       |
| Hannah and Her Sisters (Hannah y sus hermanas)                         | 7            | 3       |
| Aliens (Aliens: El regreso)                                            | 7            | 2       |
| The Mission (La misión)                                                | 7            | 1       |
| Children of a Lesser God (Hijos de un Dios Menor)                      | 5            | 1       |
| The Color of Money (El color del dinero)                               | 4            | 1       |
| Top Gun                                                                | 4            | 1       |
| Round Midnight (Alrededor de la medianoche)                            | 2            | 1       |
| De aanslag (El asalto)                                                 | 1            | 1       |
| La mosca (The Fly)                                                     | 1            | 1       |
| Star Trek IV: The Voyage Home (Star Trek IV: misión: salvar la Tierra) | 4            | 0       |
| Crimes of the Heart (Crímenes del corazón)                             | 3            | 0       |
| Peggy Sue Got Married (Peggy Sue se casó)                              | 3            | 0       |
| Salvador                                                               | 2            | 0       |
| Hoosiers                                                               | 2            | 0       |
| Little Shop of Horrors (La pequeña tienda de los horrores)             | 2            | 0       |